# Mont Mizugaki
Le mont Mizugaki (瑞牆山, Mizugaki-yama ou Mizugaki-san) est une montagne du Japon située dans la préfecture de Yamanashi. Il appartient au parc national de Chichibu Tamakai et est classé parmi les 100 montagnes célèbres du Japon.

## Toponymie
Dans un document historique (le Kaikokushi (ja)), datant de l'époque d'Edo (1603 - 1868) et traitant de la chorographie de l'ancienne province de Kai, le mont Mizugaki est désigné par les termes 子産岩 (Kōbuiwa) et 瑞壘山 (Mizugaki-san). En 1905, Chiyosaburō Takeda (ja), gouverneur de la préfecture de Yamanashi, impose la graphie 瑞牆山, l'association des deux sinogrammes 瑞 et 牆 signifiant littéralement « clôture de bon augure » et se rapportant aux mizugaki, clôtures délimitant le territoire sacré d'un sanctuaire shinto.

## Géographie
Le mont Mizugaki est situé dans le nord-est de la ville de Hokuto (préfecture de Yamanashi), sur l'île de Honshū, au Japon. Il appartient aux monts Okuchichibu, dans le parc national de Chichibu Tamakai, environ 105 km au nord-ouest de l'agglomération de Tokyo. Cet édifice montagneux, couvert de rochers granitiques façonnés par les intempéries et l'érosion mécanique, est la source (versant sud-est) de la rivière Amatori, un affluent de rive gauche de la rivière Kamase dans le bassin versant du fleuve Fuji qui termine son parcours dans l'Ocean Pacifique, en baie de Suruga (préfecture de Shizuoka). Le ruisseau Fudō, un tributaire de la rivière Amatori, prend aussi sa source au mont Mizugaki (versant nord-est). Ses pentes sont recouvertes d'une forêt de conifères, comme la pruche du Japon, et de feuillus mêlés à des chênes du Japon, des bouleaux verruqueux et diverses variétés d'azalées. De son sommet rocheux, s'étend une vue panoramique sur les Alpes du Sud, les Alpes centrales, les Alpes du Nord, le mont Kinpu voisin, et le mont Fuji (environ 60 km, au loin, dans la direction sud-est), deux montagnes immortalisées par l'écrivain Kyūya Fukada dans son ouvrage 100 montagnes célèbres du Japon.
Le mont Mizugaki est une formation granitique du Miocène, produit de plissements locaux du sol de l'archipel nippon il y a environ 10 millions d'années, sous l'effet de mouvements de subduction et de collision de surface et sous-marins.

## Histoire
Le 20 mai 2001, dans le cadre de la 52e édition de la journée nationale de l'arbre, l'empereur du Japon, Akihito, et son épouse, Michiko Shōda, participent à une cérémonie de reboisement de la forêt Mizugaki, une vaste étendue forestière sur les pentes du mont Mizugaki. À cette occasion est inauguré le parc naturel de Mizugaki,.

## Activités

### Randonnées
Des voies routières rendent accessibles, en voiture ou en bus, le mont Mizugaki et ses environs depuis le centre-ville de Hokuto. Elles aboutissent à une route qui mène au gîte de montagne Mizugaki (1 520 m), point de départ de toute randonnée vers le mont Mizugaki,. Un sentier de montagne conduit à un plateau sur lequel est installé le refuge Fujimidaira (1 815 m). De là, s'ouvre la voie d'ascension de la montagne par sa face sud (un parcours d'environ 2,7 km depuis le gîte Mizugaki).
Le long du parcours de randonnée, se dressent d'énormes rochers tels que le roc Momotarō et le rocher Ōyasuri près de la cime de la montagne. Ces formations granitiques aux formes variées sont prisées des pratiquants de l'escalade libre.
L'ascension de la montagne par la face nord est aussi possible, au départ de la cascade Fudō sur le cours d'eau du même nom dont le cours moyen est accessible en suivant un sentier forestier depuis le parc naturel Mizugaki.

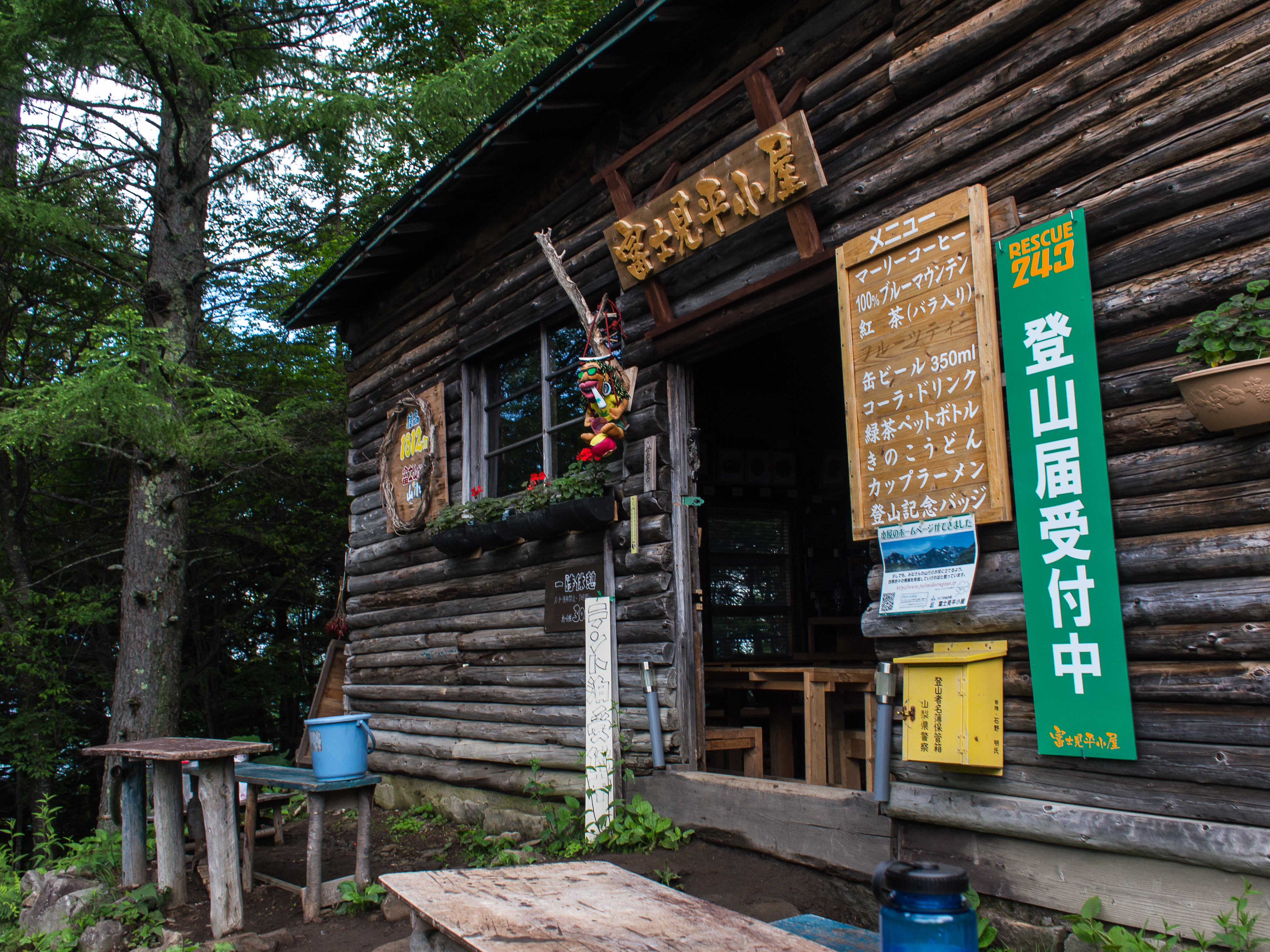
Le refuge Fujimidairai.
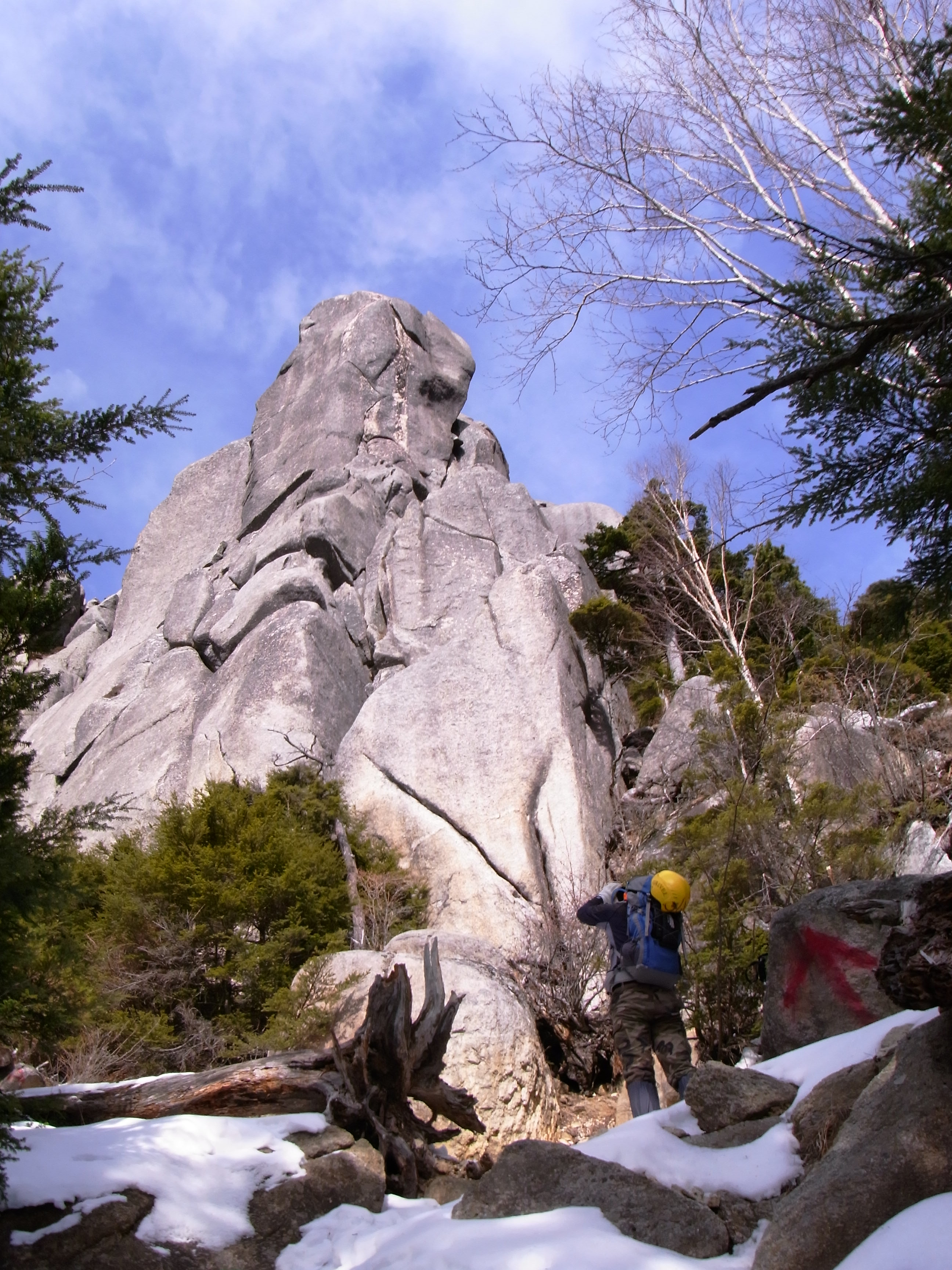
Le rocher Ōyasuri.
- Escalade libre dans la forêt de Mizugaki.
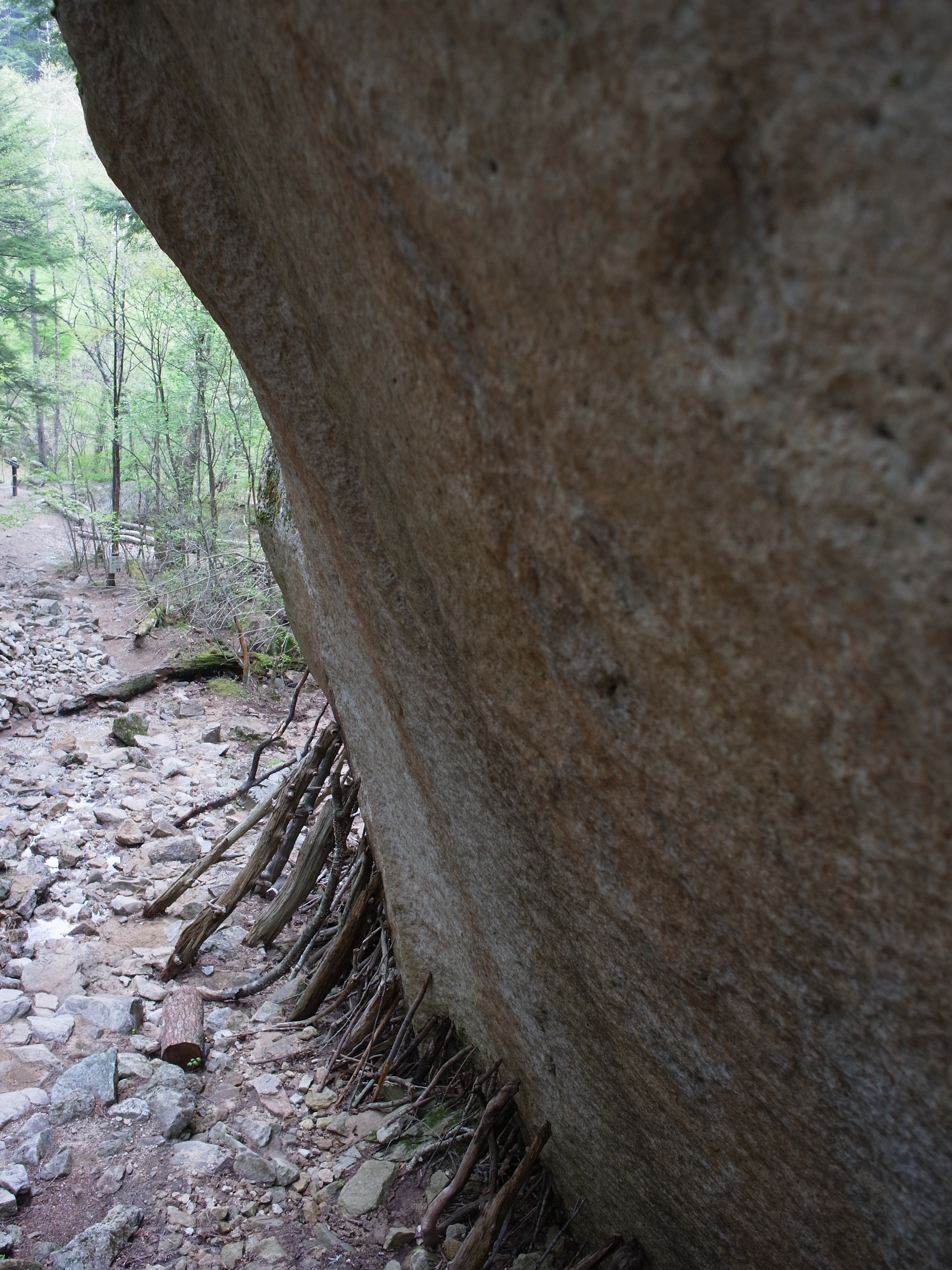
Le roc Momotarō.

### Protection environnementale
Le mont Mizugaki et ses environs immédiats sont protégés depuis le 10 juillet 1950 dans le parc national de Chichibu Tamakai qui s'étend sur 1 262,6 km2.

## Dans la culture
Après sa découverte, le 19 janvier 1998, un astéroïde de la ceinture principale d'astéroïdes est nommé (11159) Mizugaki d'après le mont Mizugaki.